# Leonard William Thornton
Sir Leonard William Thornton, novozelandski general in veleposlanik, * 1916, † 1999.
Med letoma 1963 in 1965 je bil načelnik Generalštaba Novozelandskih sil in med letoma 1965 in 1974 pa načelnik Obrambnega štaba Nove Zelandije.